# Landesamt für Finanzen (Sachsen)
Das sächsische Landesamt für Finanzen (LfF) ist eine ehemalige Behörde, die dem Sächsischen Staatsministerium der Finanzen unterstellt war.

## Sitz und Außenstellen
Das Landesamt für Finanzen hatte seinen Sitz in Dresden. Außenstellen bestanden in Leipzig und Chemnitz.

## Geschichte
Das Landesamt für Finanzen entstand 1991 im Rahmen des Aufbaus der sächsischen Verwaltung. Mit der Verabschiedung des Haushaltes 2011/2012 wurde auch das Ende dieses Amtes besiegelt. Zum 1. Januar 2011 verschmolz es mit der Oberfinanzdirektion Chemnitz zum Landesamt für Steuern und Finanzen (LSF) mit Sitz in Dresden.

## Aufgaben
Das Landesamt für Finanzen war für die Aufgaben der Finanzverwaltung sachlich zuständig. Insbesondere war es zuständig für
- die Festsetzung, Anordnung und Abrechnung der Bezüge für die Beamten, Arbeitnehmer und Versorgungsempfänger des Freistaates Sachsen, einschließlich der Beihilfefestsetzung,
- die zentrale Abrechnung von Reisekosten, Trennungsgeld und Umzugskostenvergütung,
- die gerichtliche Vertretung des Freistaates Sachsen nach Maßgabe der Vertretungsverordnung (VertV) einschließlich Mahnverfahren und Zwangsvollstreckung,
- die Abwicklung sämtlicher Buchungen im Zahlungsverkehr mit sächsischen Behörden.